# Оскар (69-та церемонія вручення)
69-та церемонія вручення нагород премії «Оскар» Академії кінематографічних мистецтв і наук за досягнення в галузі кінематографа за 1996 рік  відбулася 24 березня 1997 року в Лос-Анджелесі, штат Каліфорнія, США.

## Переможці та номінанти
Переможці вказуються першими, виділяються жирним шрифтом та відмічені знаком «★».
| Найкращий фільм | Найкраща режисерська робота |
| --- | --- |
| - «Англійський пацієнт» – Сол Заенц ★ - «Блиск» – Джейн Скотт - «Джеррі Магуайер» – Джеймс Брукс, Кемерон Кроу, Лоуренс Марк, Річард Сакаї - «Таємниці і брехня» – Саймон Ченнінг Вільямс - «Фарґо» – Брати Коен | - Ентоні Мінгелла – «Англійський пацієнт» ★ - Брати Коен – «Фарґо» - Майк Лі – «Таємниці і брехня» - Мілош Форман – «Народ проти Ларрі Флінта» - Скотт Хікс – «Блиск» |
| Найкраща чоловіча роль | Найкраща жіноча роль |
| - Джеффрі Раш – «Блиск» за роль Девіда Хелфготта ★ - Біллі Боб Торнтон – «Вигострене лезо за роль Карла Чайлдерса - Вуді Гаррельсон – «Народ проти Ларрі Флінта» за роль Ларрі Флінта - Рейф Файнз – «Англійський пацієнт» за роль Ласло Алмасі - Том Круз – «Джеррі Магуайер» за роль Джеррі Магуайера                                                                                         | - Френсіс Мак-Дорманд – «Фарґо» за роль Марджи Гандерсон ★ - Даян Кітон – «Кімната Марвіна» за роль Бессі - Емілі Вотсон – Розсікаючи хвилі за роль Бесси Макніл - Крістін Скотт Томас – «Англійський пацієнт» за роль Кетріни Кліфтон - Бренда Блетін – «Таємниці і брехня» за роль Синтії Роуз Перлі |
| Найкраща чоловіча роль другого плану | Найкраща жіноча роль другого плану |
| - Куба Гудінг – «Джеррі Магуайер» за роль Рода Тідвелла"' ★ - Армін Мюллер-Шталь – «Блиск» за роль Пітера Хельфгота - Вільям Мейсі – «Фарґо» за роль Джеррі Лундегора - Джеймс Вудс – «Привиди Міссісіпі» за роль Байрона де ла Беквита - Едвард Нортон – «Первісний страх» за роль Аарона Стемплера                                                                                            | - Жульєт Бінош – «Англійський пацієнт» за роль Hana ★ - Барбара Герші – «Портрет жінки» за роль мадам Серена Мерль - Джоан Аллен – «Горнило» за роль Елізабети Проктор - Лорен Беколл – «У дзеркала два обличчя» за роль Ханни Морган - Меріанн Жан-Батист – «Таємниці і брехня» за роль Гортензи Камбербетч |
| Найкращий оригінальний сценарій | Найкращий адаптований сценарій |
| - «Фарґо» – Брати Коен ★ - «Блиск» – Ян Сарді, Скотт Хікс - «Джеррі Магуайер» – Кемерон Кроу - «Таємниці і брехня» – Майк Лі - «Самотня зірка» – Джон Сейлз | - «Вигострене лезо» – Біллі Боб Торнтон за фільмом «Деякі люди називають це лезом для пращі» ★ - «Англійський пацієнт» – Ентоні Мінгелла за однойменним романом Майкла Ондатже - «Гамлет» – Кеннет Брана за однойменною п'єсою Вільяма Шекспіра - «На голці» – Джон Ходж за романом «Трейспоттінг» Ірвіна Велша - «Горнило» – за п'єсою «Горнило» Артура Міллера |
| Найкраща оригінальна драматична партитура | Найкращий фільм іноземною мовою |
| - «Англійський пацієнт» – Габрієль Яред ★ - «Блиск» – Девід Хіршфельдер - «Гамлет» – Патрік Дойл - «Майкл Коллінз» – Еліот Голденталь - «Ті, що сплять» – Джон Вільямс | - «Коля», реж. Ян Сверак ★ - «Насмішка», реж. Патріс Леконт - «Кавказький бранець», реж. Сергій Бодров - «Закоханий шеф-кухар», реж. Нана Джорджадзе - «Інша сторона неділі», реж. Беріт Несхайм |
| Найкращий документальний повнометражний фільм | Найкращий документальний короткометражний фільм |
| - «Коли ми були королями» – Леон Гаст, Девід Соненберг ★ - «Говори правду і біжи: Джордж Селдес та американська преса» – Рік Голдсміт - «Король лінії: Історія Ела Хіршфельда» – Сьюзен В. Драйфус - «Мандела» – Джо Менелл, Ангус Гібсон - «Сюзанна Фаррелл: Невловна муза» – Енн Белль, Дебора Діксон                                                                                         | - «Уроки дихання: Життя і творчість Марка О'Браєна» – Джессіка Ю ★ - «Дика банда: Альбом у монтажі» – Пол Сейдор, Нік Редман - «Есе про Матісса» – Перрі Вольф - «Космічне подорож» – Джеффрі Марвін, Бейлі Силлек - «Спецефекти: Все може статися» – Сюзанна Сімпсон, Бен Берт |
| Найкращий ігровий короткометражний фільм | Найкращий анімаційний короткометражний фільм |
| - «Дорогий щоденник» – Девід Франкель, Баррі Джоссен ★ - «Без слів» - Бернадетт Карранса, Антонелло Де Лео - «Ернст і Лісет» – Кім Магнуссон, Андерс Томас Єнсен - «Кишки, серце» - Антоніо Уррутія - «У наручниках» – Хуан Карлос Фреснадільо | - «Квест» – Тайрон Монтгомері, Томас Стельмах ★ - «Ла Салла» – Річард Конді - «Свиня Вота» – Пітер Лорд - «Консервна банка» – Тімоті Хіттл |
| Найкраща оригінальна музична або комедійна партитура | Найкраща пісня до фільму |
| - «Емма» – Рейчел Портман ★ - «Горбань із Нотр-Дама» – Алан Менкен, Стівен Шварц - «Дружина священника» – Ганс Циммер - «Джеймс і гігантський персик» – Ренді Ньюман - «Клуб перших дружин» – Марк Шайман | - «You Must Love Me» – «Евіта» – музика: Ендрю Ллойд Веббер; слова: Тім Райс ★ - «Because You Loved Me» – «Близько до серця» – музика та слова: Дайан Уоррен - «For the First Time» – «Один чудовий день» – музика та слова: Джеймс Ньютон Говард, Джад Дж. Фрідман, Аллан Денніс Річ - «I Finally Found Someone» – «У дзеркала два обличчя» – музика та слова: Барбра Стрейзанд, Марвін Хамліш, Браян Адамс, Роберт Джон Ланг - «That Thing You Do!» – «Те, що ти робиш!» – музика та слова: Адам Шлезінгер |
| Найкращий звуковий монтаж | Найкращий звук |
| - «Примара і Темрява» – Брюс Стамблер ★ - «Денне світло» – Річард Л. Андерсон, Девід А. Віттакер - «Стирач» – Алан Роберт Мюррей, Буб Асман | - «Англійський пацієнт» – Волтер Марч, Марк Бергер, Девід Паркер, Кріс Ньюман» ★ - «День незалежності» – Кріс Карпентер, Білл В. Бентон, Боб Бімер, Джефф Векслер - «Евіта» – Енді Нельсон, Анна Бельмер, Кен Вестон - «Скеля» – Кевін О'Коннелл, Грег П. Рассел, Кіт А. Вестер - «Смерч» – Стів Маслоу, Грег Ландакер, Кевін О'Коннелл, Джеффрі Паттерсон |
| Найкраща робота художника-постановника | Найкраща операторська робота |
| - «Англійський пацієнт» – артдиректор: Стюарт Крейг; художник-декоратор: Стефані Макміллан ★ - «Гамлет» – артдиректор та художник-декоратор: Тім Гарві - «Евіта» – артдиректор: Браян Морріс; художник-декоратор: Філіп Турлюр - «Клітка для пташок» – артдиректор: Бо Уелч; художник-декоратор: Шеріл Карасік - «Ромео+Джульєта» – артдиректор: Кетрін Мартін; художник-декоратор: Бріжит Брох | - «Англійський пацієнт» – Джон Сіл ★ - «Евіта» – Даріус Хонджі - «Майкл Коллінз» – Кріс Менгес - «Фарґо» – Роджер Дікінс - «Відлітайте додому» – Калеб Дешанель |
| Найкращий грим та зачіски | Дизайн костюмів |
| - «Божевільний професор» – Рік Бейкер, Девід Лерой Андерсон ★ - «Зоряний шлях: Перший контакт» – Майкл Вестмор, Скотт Уілер, Джейк Гарбер - «Привиди Міссісіпі» – Метью В. Мангл, Дебора Ла Міа Денавер | - «Англійський пацієнт» – Енн Рот ★ - «Гамлет» – Олександра Бірн - «Емма» – Рут Майерс - «Ангели та комахи» – Пол Браун - «Портрет жінки» – Джанет Паттерсон |
| Найкращий монтаж | Найкращі візуальні ефекти |
| - «Англійський пацієнт» – Волтер Марч ★ - «Блиск» – Піп Кармель - «Джеррі Магуайер» – Джо Хатшінг - «Евіта» – Джеррі Хемблінг - «Фарґо» – Брати Коен | - «День незалежності» – Фолькер Енгель, Дуглас Сміт, Клей Пінні, Джо Віскосіл ★ - «Серце дракона» – Скотт Сквайрс, Філ Тіпетт, Джеймс Штраус, Кіт Вест - «Смерч» – Стефен Фангмайер, Джон Фрейзер, Хабіб Заргарпур, Генрі ЛаБонта |